# Stéphanie Jiménez
Pour les articles homonymes, voir Jiménez.
Stéphanie Christel Jiménez, née le 17 décembre 1974 à Albi, est une coureuse de fond andorrane puis italienne, d'origine française, spécialisée en skyrunning. Elle a remporté la médaille de bronze aux championnats d'Europe de skyrunning 2008. Elle est également championne d'Italie de skyrunning 2014 en kilomètre vertical.

## Biographie
Née à Albi, Stéphanie s'initie aux sports de montagne avec son père, adepte de course en montagne, à l'âge de 18 ans et pour perdre du poids. Lors d'un voyage en Andorre, elle rentre dans un magasin de sport qui recherche un expert en skyrunning. Elle accepte et abandonne son ancienne vie en France pour s'installer en Andorre et commence la compétition dans cette discipline. Bien que n'ayant pas la nationalité civile, elle représente son pays d'adoption sur le plan sportif. Elle connaît ses premiers succès en 2001 en remportant notamment sa première victoire au Challenge du Montcalm. À partir de 2002, elle se concentre sur les courses de montagne en France pendant deux ans mais sans obtenir de résultats probants, revient à la discipline du skyrunning en 2004.
Stéphanie se révèle sur la scène internationale du skyrunning en 2006. Elle remporte son premier podium en Skyrunner World Series avec la troisième place à la Mount Ontake SkyRace. Elle y fait la rencontre de l'Italien Fulvio Dapit avec lequel naît rapidement une histoire d'amour.
Elle s'affirme sur la scène internationale du skyrunning en 2007. Le 10 juin, elle rate de peu le podium lors de la première édition des championnats d'Europe de skyrunning, battue par Ruth Pickvance pour moins de 30 secondes. Le 3 septembre, elle remporte sa première victoire en Skyrunner World Series en dominant la Mount Ontake SkyRace du début à la fin. Elle conclut la saison avec une troisième place à Zegama-Aizkorri et décroche la troisième place du classement général,.
Le 25 mai 2008, elle prend un bon départ à Zegama-Aizkorri comptant comme championnats d'Europe de skyrunning. Suivant dans un premier temps la Française Corinne Favre, elle ne parvient pas à suivre le rythme soutenu de cette dernière et assure sa deuxième place. Elle est cependant doublée par l'Italienne Pierangela Baronchelli en fin de course et termine sur la troisième marche du podium. Le 20 juillet, elle se retrouve en deuxième place de la Dolomites SkyRace comptant comme épreuve SkyRace des SkyGames. Antonella Confortola domine la course de bout en bout et Stéphanie parvient à assurer la médaille d'argent devant Pierangela Baronchelli.
Elle connaît une très bonne saison 2009. Le 18 avril, elle termine deuxième de l'Irazú SkyRace à plus de trente minutes de l'intouchable Emanuela Brizio. Elle poursuit avec une troisième place à Zegama-Aizkorri et une deuxième place à la SkyRace Andorra. Le 26 juillet, elle se retrouve dans le groupe tête du Giir di Mont, au coude-à-coude avec Emanuela Brizio et Vera Soukhova. Dans les derniers kilomètres, Stéphanie parvient à accélérer pour s'emparer de la tête et battre l'Italienne pour la victoire. Le 24 octobre, elle termine sa saison en décrochant la troisième place au Mount Kinabalu Climbathon. Elle se classe à nouveau troisième de la Skyrunner World Series. Stéphanie rejoint Fulvio en Italie et le couple se marie en 2010.
Le 26 juin 2011, elle prend pour la première fois le départ du marathon du Mont-Blanc. Sans point de repère, elle court à son rythme et s'impose en 4 h 39 min 36 s, établissant un nouveau record du parcours. Le 19 août, elle prend à nouveau le départ marathon du Montcalm. Profitant de l'expérience du terrain, elle domine la course de bout en bout. La course accueillant l'édition inaugurale des championnats de France de skyrunning, Stéphanie remporte le titre. Durant leur lune de miel en Afrique, elle attrape un parasite tropical. Victime de grosses fatigues, elle passe la majeure partie de la saison 2012 à récupérer. Lors de son retour à la compétition, elle décide de se concentrer sur la discipline du kilomètre vertical.
Ayant obtenu la nationalité italienne de par son mariage, elle met à profit son talent pour s'imposer au kilomètre vertical de Latemar en 2014. L'épreuve comptant comme championnats d'Italie de skyrunning, Stéphanie remporte le titre de la discipline. Elle remporte ensuite la victoire au Lone Peak Vertical Kilometer et termine troisième au classement Vertical de la Skyrunner World Series.
Elle met sa carrière sportive entre parenthèses en 2016 pour donner naissance à sa fille.
Le 6 août 2017, elle prend part aux championnats du monde de course en montagne longue distance dans l'équipe nationale italienne. Terminant onzième, elle remporte la médaille d'or au classement par équipes avec Silvia Rampazzo et Antonella Confortola. Ayant mené une bonne partie de la saison du Vertical Kilometer World Circuit, notamment grâce à une deuxième place au Vertical Kilometer Transvulcania, elle termine à la troisième place du classement.

## Palmarès
| no   | féminin            | Course                                                   | Longueur | Départ            | Temps           |
| ---- | ------------------ | -------------------------------------------------------- | -------- | ----------------- | --------------- |
|      | Médaille d'or      | Challenge du Montcalm                                    | 35 km    | 17 août 2001      | 4 h 21 min 0 s  |
|      | Médaille d'or      | Challenge du Montcalm                                    | 35 km    | 24 août 2003      | 4 h 18 min 0 s  |
| 31e  | Médaille d'or      | Marathon du Montcalm                                     | 42,5 km  | 20 août 2005      | 5 h 31 min 16 s |
|      | Médaille d'argent  | Cursa d'Andorra                                          | 26 km    | 4 septembre 2005  | 4 h 37 min 50 s |
|      | Médaille de bronze | Mount Ontake SkyRace                                     | 32 km    | 25 juin 2006      | 4 h 17 min 37 s |
| 54e  | Médaille d'argent  | Trofeo Scaccabarozzi - Sentiero Delle Grigne             | 28 km    | 17 septembre 2006 | 3 h 29 min 18 s |
|      | Médaille d'or      | Canilló Vertical Kilometer                               | 3,6 km   | 23 septembre 2006 | 47 min 8 s      |
| 93e  | 4e                 | Championnats d'Europe de skyrunning                      | 31 km    | 10 juin 2007      | 3 h 26 min 51 s |
|      | Médaille d'or      | Canilló Vertical Kilometer                               | 3,6 km   | 8 juillet 2007    | 46 min 45 s     |
| 80e  | Médaille d'argent  | Dolomites SkyRace                                        | 22 km    | 29 juillet 2007   | 2 h 40 min 18 s |
|      | Médaille d'or      | Mount Ontake SkyRace                                     | 28 km    | 2 septembre 2007  | 3 h 16 min 45 s |
| 70e  | Médaille de bronze | Zegama-Aizkorri                                          | 42,2 km  | 23 septembre 2007 | 5 h 4 min 4 s   |
| 111e | Médaille de bronze | Championnats d'Europe de skyrunning                      | 42,2 km  | 25 mai 2008       | 5 h 15 min 50 s |
| 51e  | Médaille de bronze | SkyRace Valmalenco-Valposchiavo                          | 31 km    | 8 juin 2008       | 3 h 21 min 7 s  |
|      | Médaille d'argent  | SkyRace Andorra                                          | 34 km    | 26 juin 2008      | 3 h 23 min 6 s  |
|      | Médaille d'or      | Canilló Vertical Kilometer                               | 3,6 km   | 6 juillet 2008    | 45 min 28 s     |
| 47e  | Médaille d'argent  | SkyGames - SkyRace                                       | 22 km    | 20 juillet 2008   | 2 h 32 min 11 s |
| 35e  | Médaille d'or      | Giir di Mont                                             | 32 km    | 27 juillet 2008   | 4 h 4 min 5 s   |
| 54e  | Médaille d'argent  | Course du Ben Nevis                                      | 14 km    | 6 septembre 2008  | 1 h 53 min 31 s |
|      | Médaille d'argent  | Irazú SkyRace                                            | 40 km    | 18 avril 2009     | 4 h 52 min 19 s |
| 93e  | Médaille de bronze | Zegama-Aizkorri                                          | 42,2 km  | 24 mai 2009       | 5 h 2 min 14 s  |
|      | Médaille d'argent  | SkyRace Andorra                                          | 36 km    | 28 juin 2009      | 4 h 30 min 59 s |
| 58e  | Médaille d'or      | Giir di Mont                                             | 32 km    | 26 juillet 2009   | 4 h 5 min 44 s  |
|      | Médaille d'or      | Challenge du Montcalm                                    | 46,5 km  | 22 août 2009      | 6 h 17 min 31 s |
| 37e  | Médaille d'argent  | Puyada Oturia                                            | 38 km    | 25 septembre 2009 | 4 h 6 min 10 s  |
|      | Médaille de bronze | Mount Kinabalu Climbathon                                | 21 km    | 24 octobre 2009   | 3 h 34 min 1 s  |
| 106e | 4e                 | Zegama-Aizkorri                                          | 42,2 km  | 16 mai 2010       | 5 h 16 min 29 s |
| 80e  | Médaille de bronze | Dolomites SkyRace                                        | 16,3 km  | 18 juillet 2010   | 1 h 58 min 19 s |
| 45e  | 4e                 | Championnats du monde de skyrunning - SkyMarathon        | 32 km    | 25 juillet 2010   | 3 h 59 min 12 s |
| 45e  | Médaille de bronze | Drei Zinnen Alpine Run                                   | 17,5 km  | 12 septembre 2010 | 1 h 52 min 19 s |
|      | Médaille d'argent  | Kilomètre vertical Arles-sur-Tech                        | 4,8 km   | 8 mai 2011        | 49 min 23 s     |
| 67e  | 5e                 | Championnats d'Europe de skyrunning - SkyRace            | 31 km    | 12 juin 2011      | 3 h 23 min 57 s |
| 24e  | Médaille d'or      | Marathon du Mont-Blanc                                   | 42 km    | 26 juin 2011      | 4 h 39 min 36 s |
| 31e  | Médaille d'argent  | Giir di Mont                                             | 32 km    | 31 juillet 2011   | 4 h 0 min 52 s  |
| 15e  | Médaille d'or      | Marathon du Montcalm                                     | 42,5 km  | 19 août 2011      | 5 h 9 min 29 s  |
| 107e | 7e                 | Championnats d'Europe de skyrunning - SkyRace            | 22 km    | 21 juin 2013      | 2 h 41 min 38 s |
| 61e  | 7e                 | Championnats du monde de skyrunning - Kilomètre vertical | 3,8 km   | 27 juin 2014      | 43 min 55 s     |
| 24e  | Médaille d'or      | Championnats d'Italie de skyrunning - Kilomètre vertical | 3,3 km   | 31 août 2014      | 44 min 31 s     |
| 9e   | Médaille d'or      | Maga SkyRace                                             | 27 km    | 7 septembre 2014  | 3 h 5 min 56 s  |
| 20e  | Médaille d'or      | Lone Peak Vertical Kilometer                             | 5 km     | 12 septembre 2014 | 1 h 2 min 13 s  |
| 56e  | Médaille d'argent  | Zegama-Aizkorri KV                                       | 2,8 km   | 15 mai 2015       | 43 min 28 s     |
| 86e  | 10e                | Championnats d'Europe de skyrunning - Kilomètre vertical | 3,8 km   | 26 juin 2015      | 46 min 46 s     |
| 24e  | Médaille d'argent  | Cervinia Vertical Kilometer                              | 4 km     | 25 juillet 2015   | 49 min 54 s     |
| 28e  | Médaille d'argent  | Vertical Kilometer Transvulcania                         | 7,6 km   | 11 mai 2017       | 1 h 1 min 18 s  |
| 37e  | Médaille d'or      | Stava Mountain Race                                      | 24,5 km  | 25 juin 2017      | 1 h 44 min 36 s |
| 28e  | Médaille de bronze | Kilomètre Vertical Face de Bellevarde                    | 3 km     | 7 juillet 2017    | 44 min 57 s     |
| 53e  | 4e                 | Championnats d'Europe de skyrunning - Kilomètre vertical | 3,2 km   | 13 octobre 2017   | 48 min 5 s      |
| 25e  | Médaille d'or      | Stava Mountain Race                                      | 24,9 km  | 8 juillet 2018    | 2 h 38 min 26 s |
| 12e  | Médaille d'or      | Marathon du Montcalm                                     | 42,5 km  | 18 août 2018      | 5 h 23 min 3 s  |
| 25e  | Médaille de bronze | La Veia SkyRace                                          | 31 km    | 9 septembre 2018  | 3 h 53 min 8 s  |
| 56e  | Médaille d'argent  | Limone Extreme SkyRace                                   | 23 km    | 19 octobre 2019   | 2 h 58 min 41 s |